# 霍爾登 (麻薩諸塞州)
霍爾登（英語：Holden）是一個位於美國麻薩諸塞州烏斯特縣的鎮。

## 人口
根據2020年美國人口普查的數據，霍爾登的面積為93.80平方千米，當中陸地面積為90.60平方千米，而水域面積為3.20平方千米。當地共有人口19905人，而人口密度為每平方千米212人。